# Brèves
Brèves is een gemeente in het Franse departement Nièvre (regio Bourgogne-Franche-Comté) en telt 300 inwoners (2009). De plaats maakt deel uit van het arrondissement Clamecy. Nobelprijswinnaar Romain Rolland ligt er begraven.

## Geografie
De oppervlakte van Brèves bedraagt 16,8 km², de bevolkingsdichtheid is 18,0 inwoners per km².
De onderstaande kaart toont de ligging van Brèves met de belangrijkste infrastructuur en aangrenzende gemeenten.

## Demografie
Onderstaande figuur toont het verloop van het inwonertal (bron: INSEE-tellingen).